# Télé Luçon Sud Vendée
 (février 2013).
Télé Luçon Sud Vendée (TLSV) est une chaîne en Web-TV, qui diffuse toute l'actualité luçonnaise. Elle fait partie du service communication de la ville, deux agents territoriaux publient quotidiennement les actualités du bassin de vie.

## Histoire
TLSV diffuse toute l'actualité, l'information de la ville de Luçon, son secteur et la Communauté de communes de Sud Vendée Littoral.
Elle est partie intégrante du service communication de la ville de Luçon avec deux agents territoriaux.

## Programmes

### Toutes les vidéos
- Sport
- Culture & animation
- Cadre de vie
- Voirie & environnement
- Jeunesse
- Politique
- Économie
- Social

### Émissions
- E-mag
- Le JT
- Dans ma boite
- L'Esprit de service
- Les chefs sur la Toile
- L'Info du mois

### Agenda des assos
- Consulter les annonces
- Passer une annonce